# 4-sails
4-sails（フォーセイルズ）は、主に三重県四日市市で活動するローカルアイドル（ご当地アイドル）グループである。「4-sails」の「4」は四日市、「sails」は船の帆（sail）に因む。
四日市の観光や物産をPRするために2011年10月に結成された。活動の場は、地元の祭りやイベントなどが中心である。「ご当地アイドル殿堂入り」。

## 主な活動履歴
2011年
- 10月15日 - オーストラリア記念館で開催されたよっかいちエンターテイメント革命「よっかいちご当地アイドルオーディション」ファイナルにて第1期メンバー3名が選出され結成。同時にグループ名も公募され「4-sails」に決定。

2012年
- 5月12日 - 第50回四日市萬古まつりにて公式デビュー。デビュー曲「土鍋deごはん」を披露。

2013年
- 4月14日 - ララスクエア四日市（現：トナリエ四日市）「キッズステージ」に出演。後に定期化され、現在も毎月第2日曜日に出演中。
- 8月 - 日本放送協会全国あまちゃんマップ・あなたの町のまちおこしキャンペーンにて三重県代表のローカルアイドルに選出[5][6]。

2014年
- 4月 - ローソン・ジモドルフェスタキャンペーンに三重県代表として参加。
- 5月17日 - 四日市コンビナート夜景クルーズ乗船10,000人達成記念式典に出演。
- 6月28日 - ローソン・ジモドルフェスタキャンペーンライブ（ダイヤモンドホール）に出演。

2017年
- 8月6日 - 一日海上保安部長に任命。

2018年
- 6月10日 - 初の撮影会開催。

2020年
- 7月12日 - レギュラーラジオ番組「4-sailsのFOR SALE!!」初の公開収録（以後ほぼ月1回開催）。

2021年
- 3月7日 - マック中原デビュー20周年杮落としトーク&ライブにゲスト出演。
- 6月20日 - 第1回4-sailsワンマンライブ開催[7]。

2022年
- 2月27日 - オンライン配信イベント「ご当地ソングで四日市を楽しもう！」に出演。[8]
- 5月12日 - 結成10年に伴い日本ご当地アイドル活性協会より「ご当地アイドル殿堂入り」認定[9]。
- 5月22日 - 4-sails 10周年記念ワンマンライブを開催。

2024年
- 11月2日 - この日のワンマンライブをもって、ご当地アイドルとしての活動を終了。以後は4-sailsの名を残しながら、レギュラーラジオ番組やSNSによる四日市の情報発信に専念。

## メンバー
| メンバー名 | 愛称       | 出身地 | 生年月日      | メンバーカラー | 活動期間       | 備考                         |
| ---------- | ---------- | ------ | ------------- | -------------- | -------------- | ---------------------------- |
| セリーヌ   | セリーヌ   | 三重県 | 1999年2月21日 |                | 2015年9月13日- | 2021年9月より4代目リーダー。 |
| 太田あやか | あやちゃん | 三重県 | 8月30日       |                | 2025年1月-     |                              |

### 過去のメンバー
| メンバー名 | 愛称         | 出身地 | 生年月日       | メンバーカラー | 活動期間                                       | 備考                                                |
| ---------- | ------------ | ------ | -------------- | -------------- | ---------------------------------------------- | --------------------------------------------------- |
| 林田沙也香 |              |        |                |                | 2011年10月-2013年3月                           |                                                     |
| 前田花乃子 | かのちゃん   |        | 1989年1月21日  |                | 2011年10月-2014年8月                           | 初代リーダー。                                      |
| 吉田ほの花 | ほのちゃん   |        | 1998年9月6日   |                | 2014年4月5日-2014年8月                         |                                                     |
| 市川千紘   | ちぃ         |        | 1996年8月27日  |                | 2012年4月6日-2015年2月                         |                                                     |
| 多田麻美香 | まみー       | 三重県 | 1998年11月25日 |                | 2014年6月28日-2017年3月12日                    |                                                     |
| 瀬古あゆみ | あゆちゃん   | 三重県 | 1998年11月18日 |                | 2016年5月-2017年9月                            | 元dreaMie（当初は兼任）。                           |
| 大薮ひかる | ひかっちゃん | 三重県 | 1996年2月5日   |                | 2011年10月-2018年3月11日                       | 2代目リーダー。終身名誉リーダー。殿堂入りメンバー。 |
| 伊藤美稀   | みきてぃ     | 三重県 | 1996年8月9日   |                | 2015年4月4日-2021年9月6日 2024年4月-2024年12月 | 3代目リーダー。殿堂入りメンバー。                   |
| 三浦愛未   | まなみん     | 三重県 | 2003年1月20日  |                | 2017年11月-2020年4月                           | 卒業後、芸能プロダクションBrightに所属。            |
| 大西もも   | ももちゃん   | 三重県 | 2006年3月2日   |                | 2021年12月18日-2023年4月8日                    |                                                     |
| 合川優実   | ゆ～ゆ       | 三重県 | 2005年12月21日 |                | 2021年12月18日-2023年11月30日                  |                                                     |
| 川崎美雪   | みるきー     | 三重県 | 2006年2月14日  |                | 2019年2月3日-2024年3月14日                     |                                                     |

## ディスコグラフィー

### ミニアルバム

#### 『FOR SALE!!』
2014年4月4日。レーベル：Beat"J"Records/規格品番：BJ-1404
1. Favorite of 4-sails（作詞：色葉ちか/作曲・編曲：藤生善一）
2. ナツコイ大作戦（作詞：色葉ちか/作曲・編曲：藤生善一）
3. 私だけの工場夜景クルーズ（作詞：色葉ちか/作曲・編曲：藤生善一）
4. ミルクロード（作詞：色葉ちか/作曲・編曲：藤生善一）
5. 土鍋deごはん（作詞：色葉ちか/作曲・編曲：藤生善一）

#### 『4+8』
2017年4月8日。レーベル：Beat"J"Records/規格品番：BJ-1704
1. こにゅうどうくんが行く！（作詞：色葉ちか/作曲・編曲：藤生善一）
2. Asu→NARROW♡（作詞：色葉ちか/作曲・編曲：藤生善一）
3. 北伊勢いいね！（作詞：色葉ちか/作曲・編曲：藤生善一）
4. （ボーナストラック）わたしの一番街（唄：8-SALES/作詞：色葉ちか/作曲・編曲：藤生善一）
5. （ボーナストラック）わたしの一番街〔カラオケver.〕

### その他
1. 風をつかもう（作詞：色葉ちか/作曲・編曲：藤生善一）

## メディア出演・掲載
（太字はレギュラー出演の番組）

### テレビ
- 中京テレビ「ラッキー」（2012年9月）
- 日本放送協会「さらさらサラダ」（2013年8月）
- 日本放送協会「ニッポンぶらり鉄道旅」（2022年11月）

### ラジオ
- シー・ティー・ワイ「4-sailsのFOR SALE!!」（2014年4月-）
- 三重エフエム放送「広瀬隆のラジオ魂」（2012年8月、2015年8月）
- 日本放送協会ラジオ「旅するラジオ」（2012年11月）
- FMい～じゃん（おらんだラジオ）「おらんだのアートセッション」（2020年10月9日）

### 書籍
- イカロス出版『全国ローカルアイドルパーフェクトガイド』（2013年2月）
- ザ・テレビジョンお正月超特大号（2013年12月）
- シンコーミュージック『GOOD ROCKS! SPECIAL BOOK TOKAI IDOL FILE』（2015年5月）
- 昭文社 『まっぷる ご当地アイドル』（2015年7月）
- 廣済堂出版『日本全国アイドル名鑑』（2016年3月）